# Lugano
Lugano (lombardsky Lügàn, zastarale německy Lauis, rétorománsky Ligiaun) je město na jihovýchodě Švýcarska v kantonu Ticino, blízko hranic s Itálií. Město má silný italský charakter. Počtem obyvatel přibližně 63 tisíc je největším městem kantonu (hlavním městem je však Bellinzona) a celá jeho metropolitní oblast má 115 000 obyvatel.
Město je po Curychu a Ženevě třetím největším finančním centrem ve Švýcarsku. 
Písmena LVGA v městském znaku znamenají první písmena názvu města. Město je největší italsky mluvící politickou obcí mimo Itálii.

## Geografie

Městské čtvrti Lugana

Město leží na jihu okresu Lugano při ústí řeky Cassarate do Luganského jezera (Lago di Lugano), které se na italské straně nazývá Lago Ceresio. Je obklopeno třemi panoramatickými horami: Monte Brè (925 m) na východě, Monte San Salvatore (912 m) na západě a Sighignola (1314 m, na opačném břehu jezera), jejíž vrchol Balcone d’Italia je již na italské půdě. Vzhledem k místnímu klimatu jsou zde běžným stromem palmy, jelikož teplota v oblasti ani v lednu neklesá pod nulu. Rostou nejen v parcích a na nábřežích, ale i na stráních.
Sousedními obcemi jsou Arogno, Melide, Paradiso, Morcote, Vico Morcote, Grancia, Collina d’Oro, Sorengo, Muzzano, Bioggio, Massagno, Savosa, Porza, Vezia, Canobbio, Capriasca a Ponte Capriasca a na italském území Valsolda, Campione d'Italia, Alta Valle Intelvi a Brusimpiano.
Ve statistické prostorové kategorii definované Švýcarským federálním statistickým úřadem bylo Lugano přiřazeno do metropolitního regionu Ticino. Tento region, rozprostírající se od Bellinzony až po italské město Como, obývá přibližně 530 tisíc obyvatel.
Od hlavního města kantonu, Bellinzony, se nachází přibližně 20 kilometrů jižním směrem. Do centra Milána se z Lugana lze dostat autem i vlakem přibližně za hodinu.

### Správní členění
Město Lugano se člení na 25 městských čtvrtí. Čtvrti 1 až 9 jsou staré městské čtvrti, které patřily městu již před velkým připojením v roce 2004. Čtvrtě 11 až 18 jsou území obcí, které se v roce 2004 sloučily s Luganem. Čtvrti 19 až 21 byly připojeny v roce 2008 a čtvrti 22 až 25 v roce 2013.

## Historie

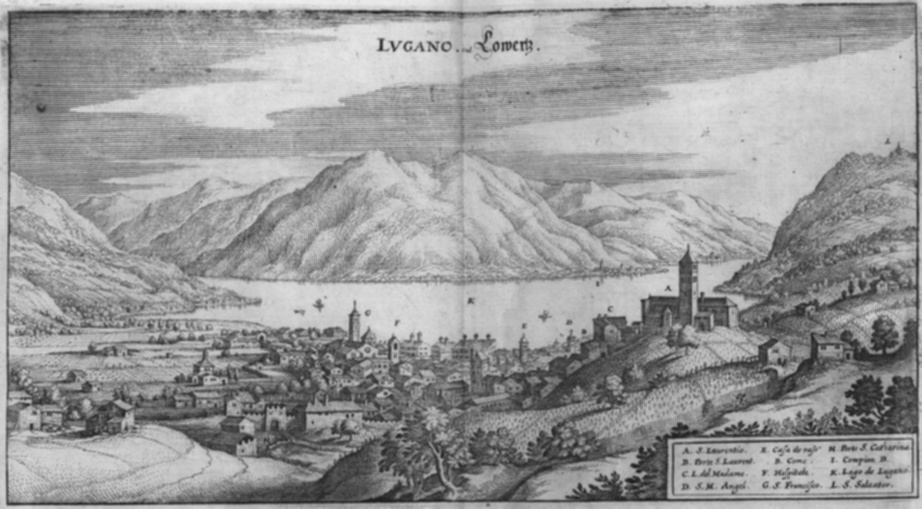
Město na vyobrazení z roku 1654

Na základě některých půdních nálezů a pohřebních nápisů objevených v oblasti Lugana lze předpokládat, že oblast kolem Lugana byla osídlena Leponci. Přítomnost Římanů v okolí Luganského jezera je doložena od 1. století př. n. l.; měli přinejmenším jedno významné středisko severně od jezera v oblasti dnešní obce Bioggio.

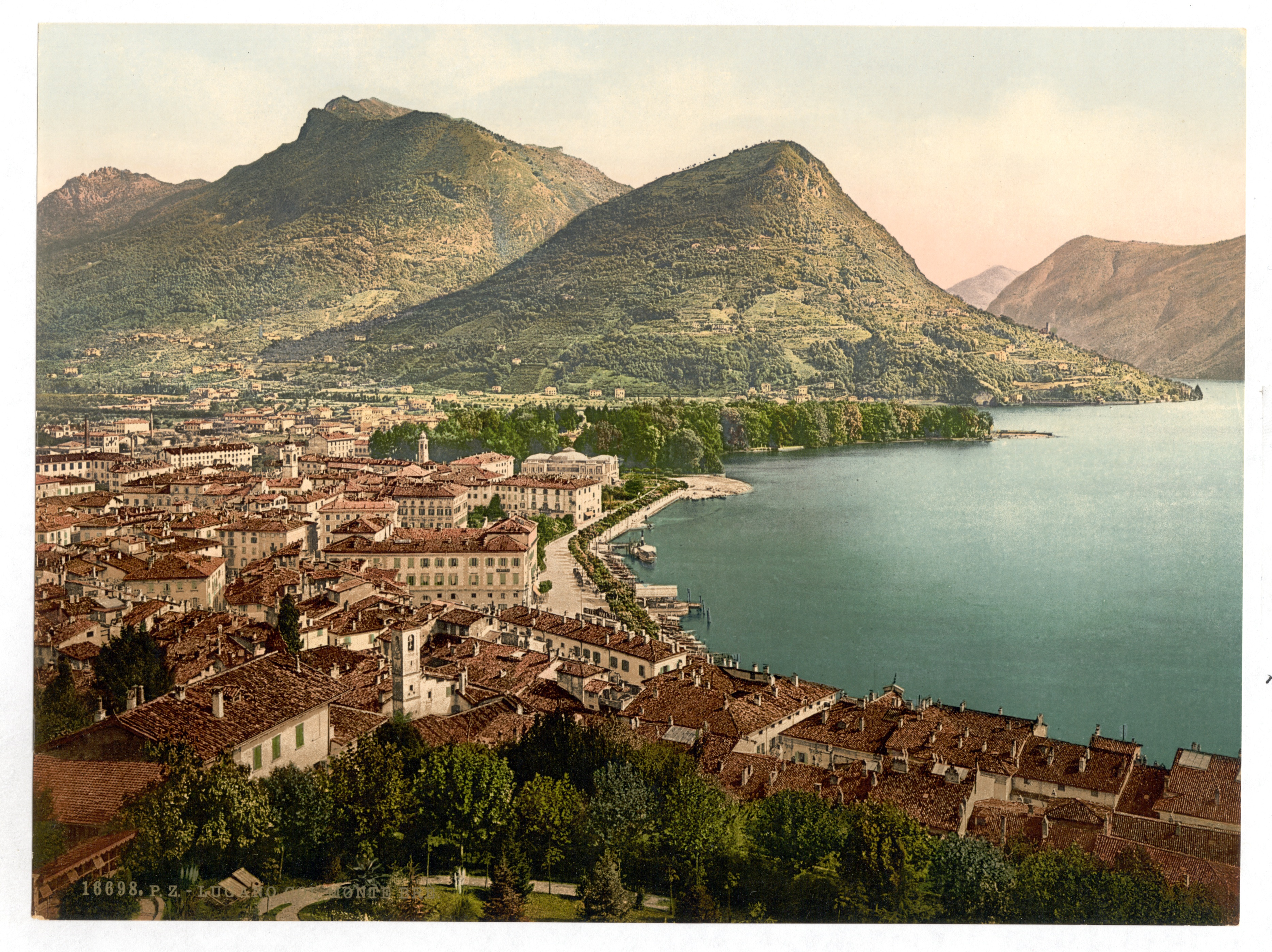
Lugano (počátek 20. století)

V letech 804, 844 (kopie kolem roku 1300), 854 (kopie kolem roku 1300) a 875 je Lugano poprvé zmíněno v listinách; formy jména byly nejprve Luanasco, poté Luano. Význam jména je nejistý, možná pochází z latinského lūcus „háj, les“.
Ve středověku bylo Lugano po staletí ovlivňováno konflikty mezi Comem a Milánem, které se často odehrávaly na bojištích na území dnešního kantonu Ticino. Ve druhé polovině čtrnáctého století se město dostalo pod nadvládu milánských Viscontiů. Později bylo obsazeno francouzskými žoldnéři, kteří byli v roce 1513 vyhnáni konfederáty; od té doby je Lugano pod nadvládou konfederátů.
Po vstupu francouzských revolučních vojsk na území konfederace v roce 1798 skončil dosavadní status Ticina a Lugano se na několik let stalo hlavním městem kantonu Lugano Helvétské republiky. V roce 1803 se Lugano stalo součástí nově vzniklého kantonu Ticino (spojen s kantonem Bellinzona), jehož hlavní město se každých šest let střídalo mezi Bellinzonou, Locarnem a Luganem až do roku 1878. Od roku 1878 je stálým hlavním městem kantonu Bellinzona; vzhledem k velkému populačnímu růstu je však již přibližně od roku 1910 nejlidnatějším městem Ticina právě Lugano.

### Novodobé dějiny

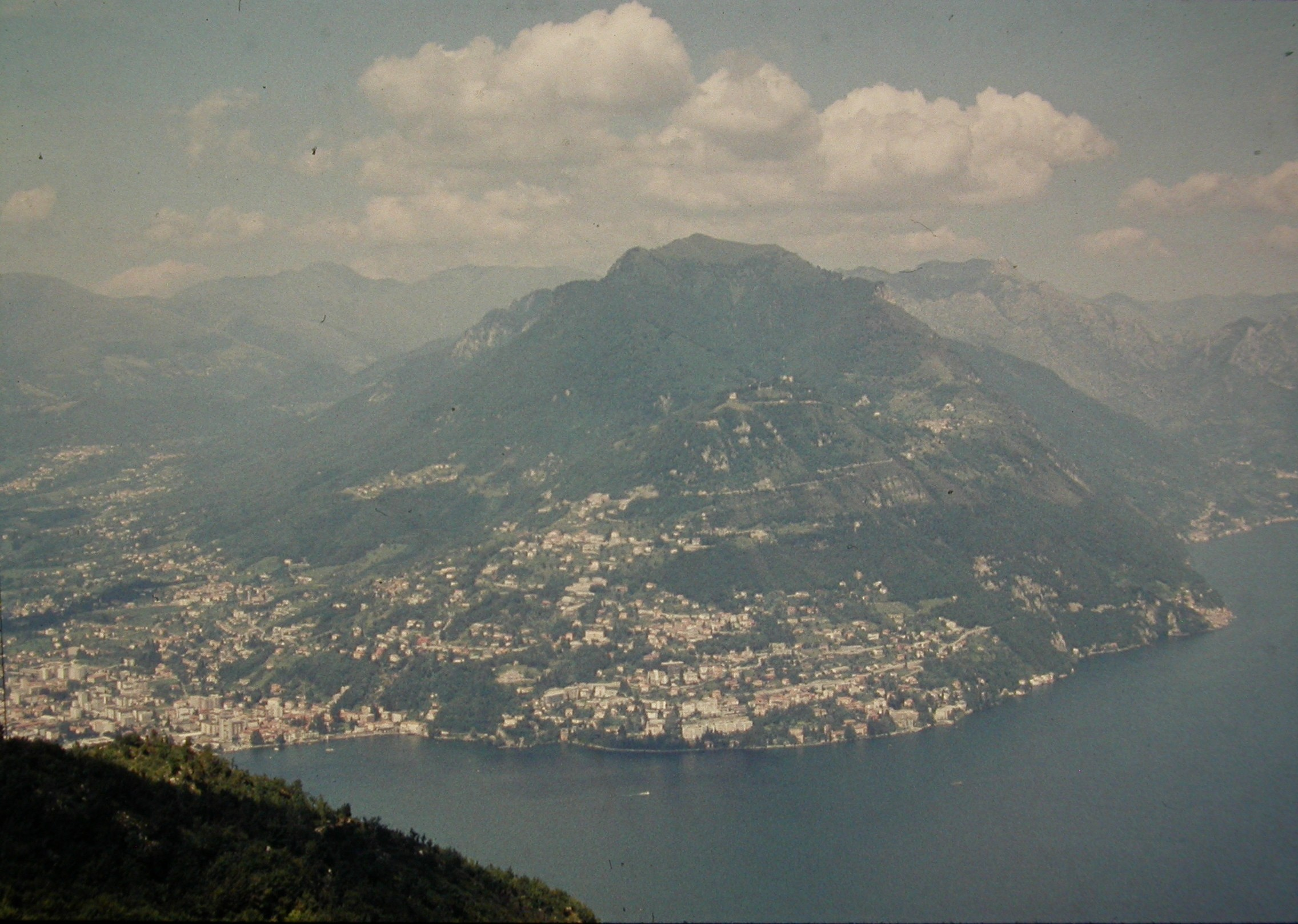
Centrální část města na snímku z roku 1966

V roce 1972 byly bývalé obce Brè-Aldesago a Castagnola připojeny k městu Lugano.
V roce 2004 se k Luganu připojilo dalších osm obcí: Breganzona, Cureggia, Davesco-Soragno, Gandria, Pambio-Noranco, Pazzallo, Pregassona a Viganello. V důsledku toho se značně zvětšila rozloha Lugana i počet jeho obyvatel.
Dne 30. září 2007 schválili obyvatelé obcí Barbengo, Carabbia a Villa Luganese a Lugana připojení těchto tří obcí. Obyvatelé obce Cadro naopak sloučení odmítli, a proto se Villa Luganese stala exklávou města Lugano. Začlenění bylo dokončeno 20. dubna 2008.
Od 14. dubna 2013 byly k Luganu připojeny obce Bogno, Cadro, Carona, Certara, Cimadera, Sonvico a Val Colla, čímž město získalo dalších přibližně 3 400 obyvatel.
Vzhledem ke stísněným podmínkám na území města, které jsou způsobeny jezerem a horami, se dnes hospodářský rozvoj odehrává především mimo hranice města v údolí Vedeggio.

## Obyvatelstvo

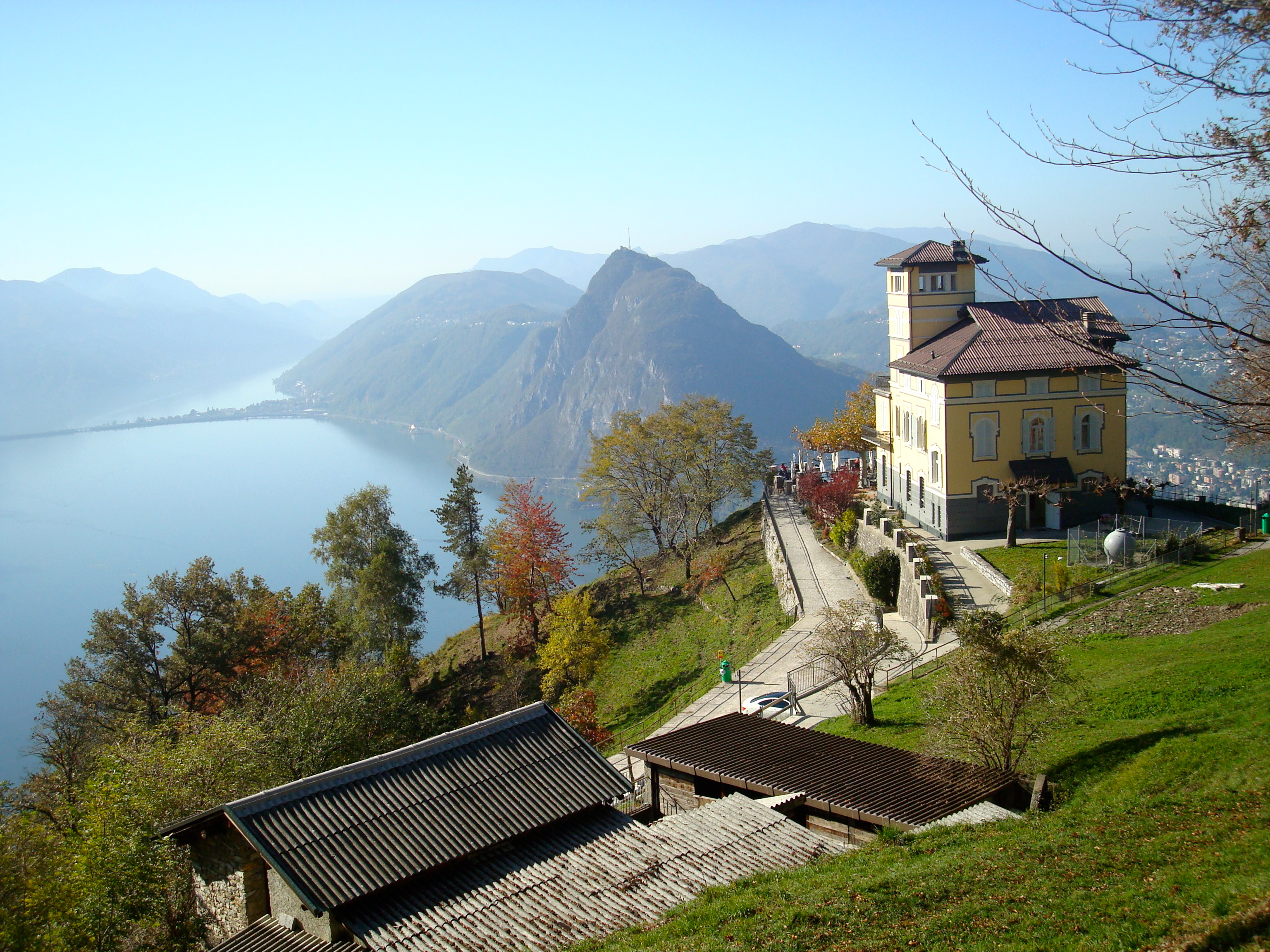
Pohled na Lugano a Luganské jezero z hory Monte Brè

| Vývoj počtu obyvatel | Vývoj počtu obyvatel | Vývoj počtu obyvatel | Vývoj počtu obyvatel | Vývoj počtu obyvatel | Vývoj počtu obyvatel | Vývoj počtu obyvatel | Vývoj počtu obyvatel | Vývoj počtu obyvatel | Vývoj počtu obyvatel | Vývoj počtu obyvatel | Vývoj počtu obyvatel | Vývoj počtu obyvatel | Vývoj počtu obyvatel | Vývoj počtu obyvatel | Vývoj počtu obyvatel | Vývoj počtu obyvatel | Vývoj počtu obyvatel |
| -------------------- | -------------------- | -------------------- | -------------------- | -------------------- | -------------------- | -------------------- | -------------------- | -------------------- | -------------------- | -------------------- | -------------------- | -------------------- | -------------------- | -------------------- | -------------------- | -------------------- | -------------------- |
| Rok                  | 1643                 | 1670                 | 1769                 | 1850                 | 1870                 | 1888                 | 1900                 | 1910                 | 1930                 | 1950                 | 1970                 | 1990                 | 2000                 | 2005                 | 2010                 | 2012                 | 2019                 |
| Počet obyvatel       | 3278                 | 3402                 | 4351                 | 5939                 | 6836                 | 8185                 | 10 847               | 14 998               | 17 672               | 21 448               | 27 121               | 25 334               | 26 560               | 51 608               | 52 033               | 61 837               | 62 615               |

### Jazyky
Úředním jazykem je italština. Ticinské nářečí (Ticinées), dialekt lombardštiny, patřící k severoitalskému nebo padanskému typu, je na ústupu; za příčiny se považují urbanizace, vnitřní migrace a cestovní ruch.
Při průzkumu v roce 2014 uvedlo 87,6 % respondentů jako svůj hlavní jazyk italštinu, 9,7 % němčinu, 6,1 % angličtinu a 5,8 % francouzštinu (bylo možné uvést více hlavních jazyků).
Ve školách v Ticinu se jako první cizí jazyk vyučuje francouzština a jako druhý němčina.

## Doprava

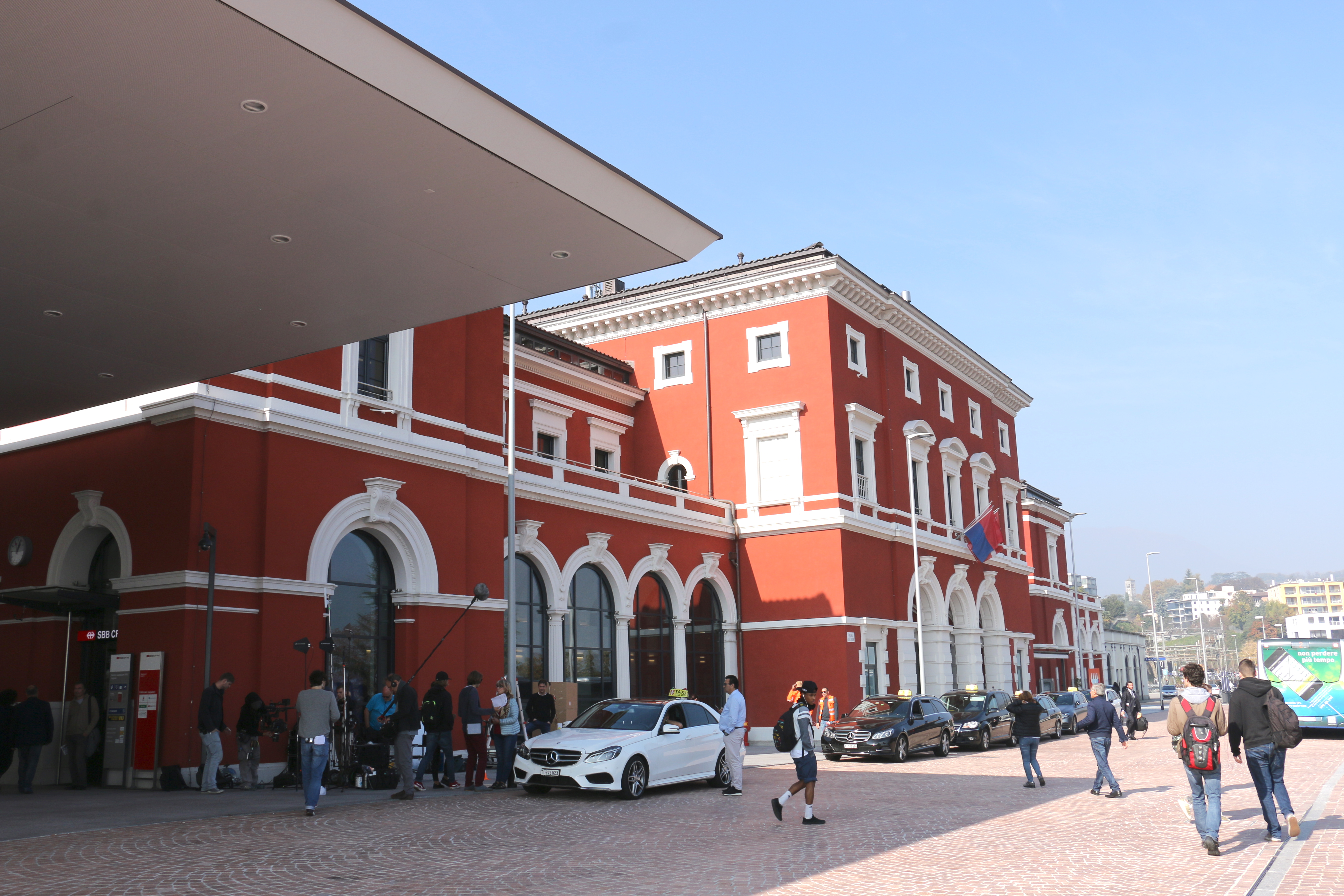
Nádraží SBB Lugano

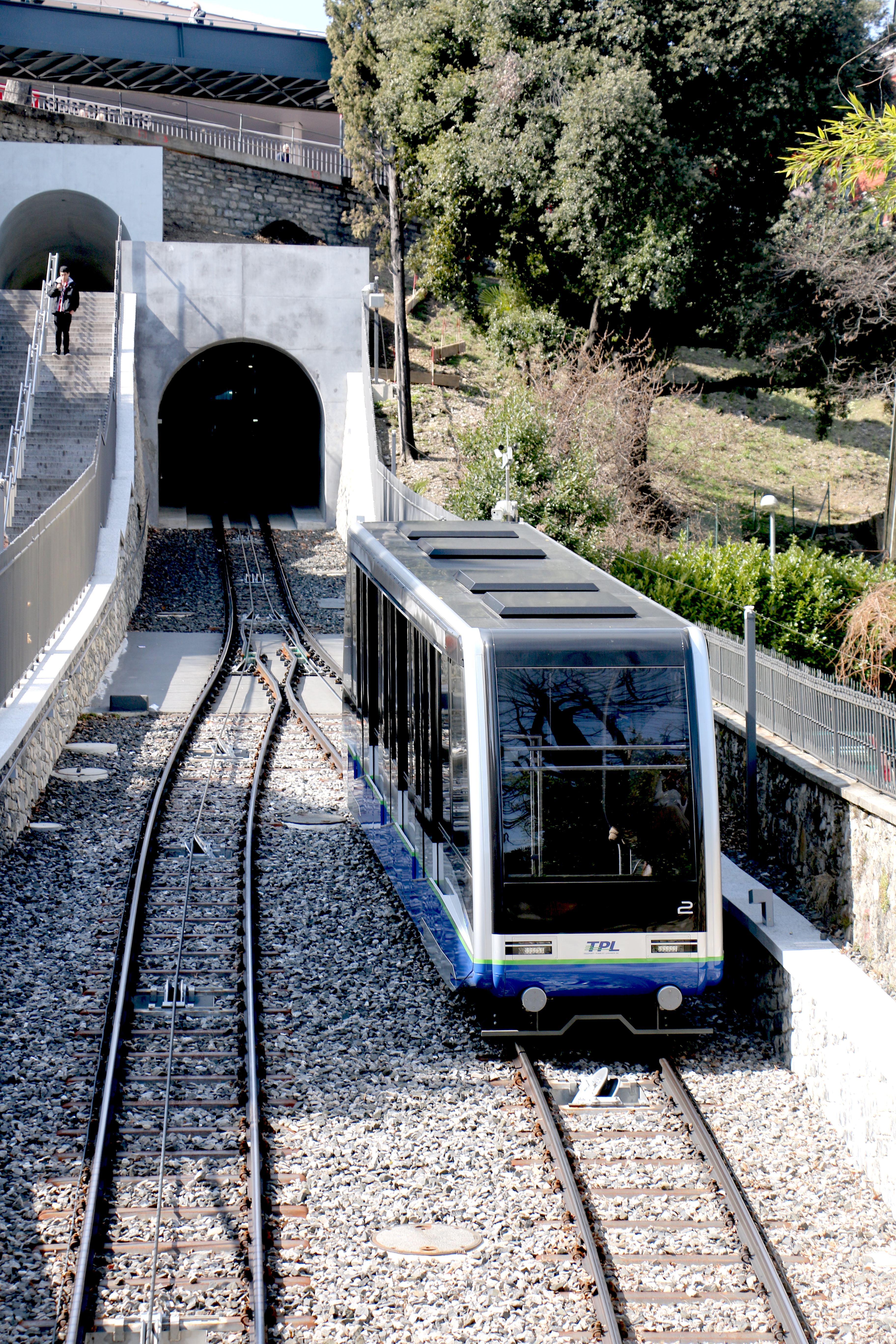
Lanovka TPL, spojující vlakové nádraží s centrem města

Nádraží Švýcarských spolkových drah (SBB) v Luganu leží na železniční trati Curych/Basilej – Milán (tzv. Gotthardská dráha). Zastavují zde vlaky kategorií EuroCity, InterCity, RegioExpress a S-Bahn. Po dvou letech stavebních prací byla zrekonstruovaná stanice slavnostně otevřena 11. prosince 2016.
Na severním okraji města se nachází jižní portál úpatního tunelu Ceneri, otevřeného roku 2020. Tunel o délce 15,4 km zkrátil cestovní dobu vlakem mezi Bellinzonou a Luganem z původních 35 na 15 minut.
Město leží na dálnici A2 (Basilej – Gotthard – Lugano – Chiasso) se dvěma sjezdy (exit 49 Lugano Nord a 50 Lugano Süd).
V Luganu a jeho okolí byly až do druhé poloviny 20. století v provozu čtyři tramvajové tratě s metrovým rozchodem, a to Luganská tramvajová dráha, dráha Lugano – Cadro – Dino (LCD), dráha Lugano – Tesserete (LT) a dráha Lugano – Ponte Tresa (FLP). První tři byly postupem času zrušeny a nahrazeny autobusovou dopravou, zatímco FLP byla postupně modernizována na výkonnou příměstskou železnici. Do budoucna se uvažuje o zavedení metra do centra města (opuštění současné konečné stanice u nádraží SBB).
V letech 1954–1959 byly staré, většinou jednokolejné tramvajové tratě ve městě nahrazeny luganskými trolejbusy. V 90. letech 20. století byla údržba trolejbusů a jejich infrastruktury stále více omezována. Poté, co Spolkový úřad pro dopravu udělil pouze dočasné provozní licence pro část vozového parku a stanovil různé další podmínky pro další provozování sítě, byl 30. června 2001 trolejbusový provoz převeden na autobusy s dieselovým pohonem a elektrická zařízení byla demontována. V souvislosti s plány na přeměnu FLP se také diskutuje o znovuzavedení tramvajové dopravy.
Důležitá pro vnitroměstskou dopravu, a proto hojně navštěvovaná, je pozemní lanová dráha z centra na nádraží SBB, otevřená v roce 1886 a od roku 2016 známá také jako Sassellina, která spojuje náměstí Piazza Cioccaro ve starém městě s nádražím SBB. Po dvouleté rekonstrukci byl provoz lanovky obnoven 11. prosince 2016. Lanovka překonává výškový rozdíl 50 metrů a ročně přepraví více než dva miliony cestujících, což z ní činí druhou nejvytíženější lanovku ve Švýcarsku po lanovce Skymetro na curyšském letišti, která je určena pouze pro cestující letadly.
Západně od města se nachází letiště Lugano-Agno, odkud dříve létaly pravidelné linky do Ženevy a Curychu; v současnosti slouží pouze soukromé letecké dopravě. Vlakem je s centrem města spojena tratí Lugano – Ponte Tresa (linka S60 S-Bahn Ticino).
Společnost Società Navigazione del Lago di Lugano (Společnost pro plavbu po Luganském jezeře) spojuje pravidelnými lodními linkami několik přístavišť na území města a měst ležících na Luganském jezeře.

## Památky

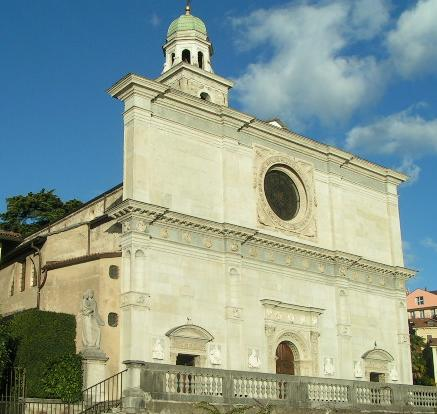
Renesanční průčelí katedrály

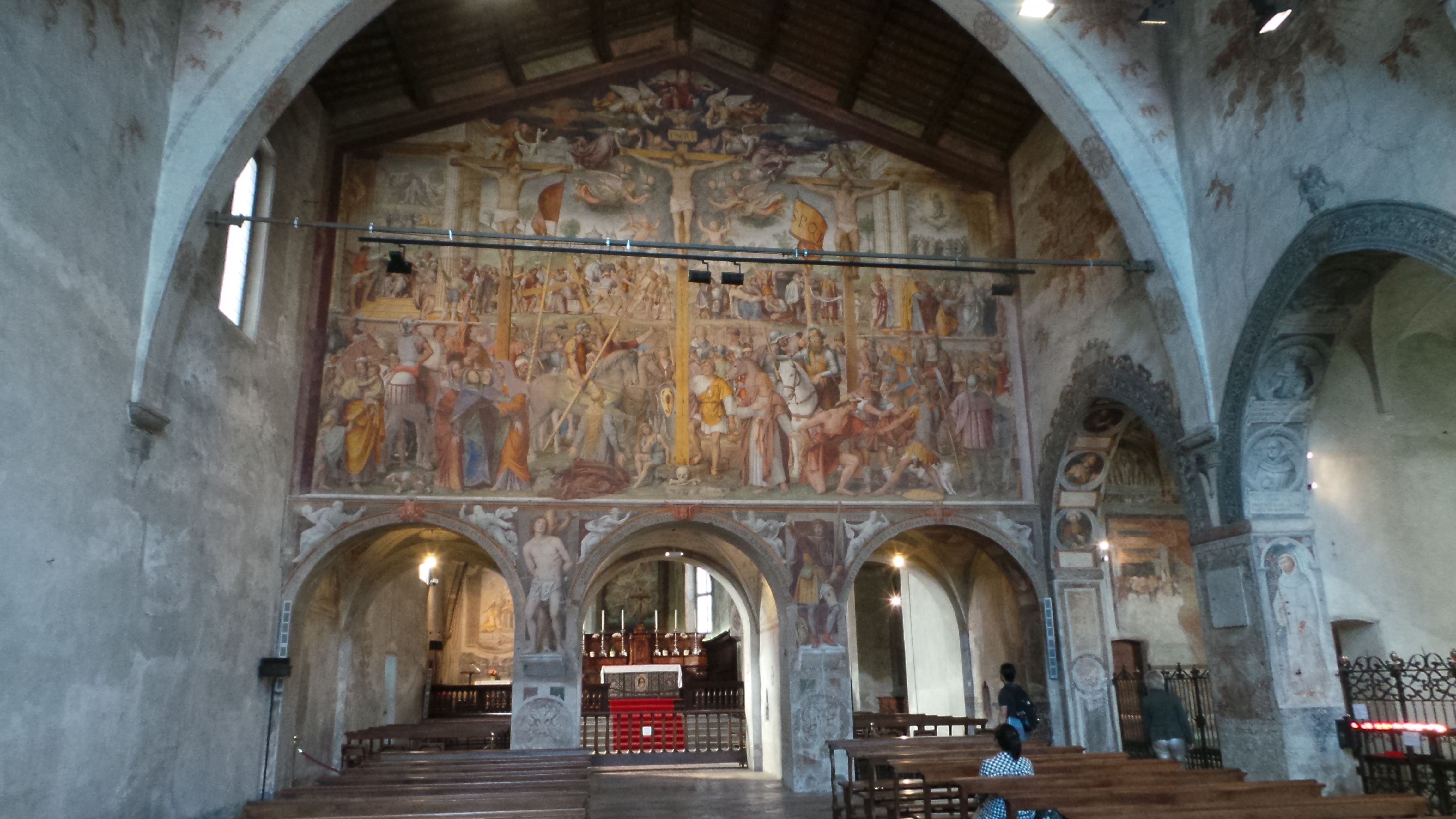
Kostel Panny Marie Andělů, freska Kalvárie

Lugano jako univerzitní, kongresové a kulturní město (zejména od jara do podzimu) přitahuje četné návštěvníky z Itálie i odjinud z Alp.

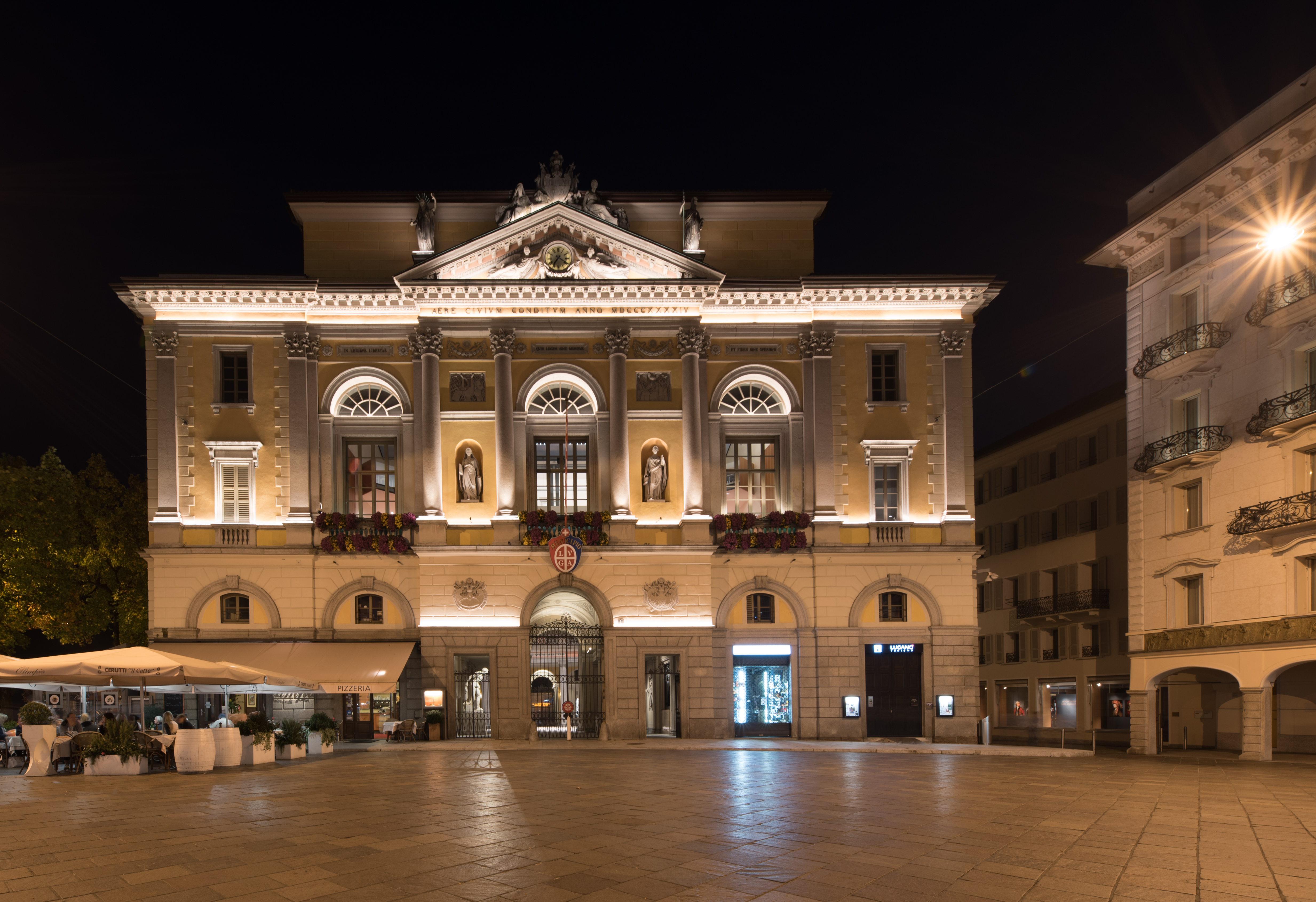
Radnice

### Kostely
- Katedrála San Lorenzo (svatého Vavřince), založená jako malý kostelík již roku 818, od roku 1078 sídlem kolegiátní kapituly, katedrálou je teprve od založení biskupství lugánského roku 1888. Zdivo je románské, západní část  je z větší části gotická, vícekrát přestavovaná (naposledy 1905–1910). Západní průčelí ve stylu lombardské renesance navrhl architekt Giovanni Antonio Amadeo roku 1517.
- Farní kostel Santa Maria degli Angeli (Panny Marie Andělské) je původně františkánský klášterní chrám z let 1499–1515. V interiéru je nejvýznamnější cyklus renesančních fresek ve Švýcarsku. Výjevy z Kristova života namaloval Bernardino Luini, žák Leonarda da Vinci[13].
- Kostel San Rocco (svatého Rocha) - renesanční stavba z roku 1528, upravená roku 1723, s barokními freskami.
- Kapucínský klášter Santissima Trinità (Nejsvětější Trojice), založen roku 1646, barokní kostel vysvěcen v roce 1654. V letech 1976–1979 zde architekt Mario Botta projektoval knihovnu Salita dei Frari se zaskleným stropem čítárny.

### Paláce
- Palazzo Riva (via Magatti) - jedna z nejvýznamnějších staveb baroka v kantonu Ticino, patřila luganské rodině Riva
- La Piccionaia (Corso Pestalozzi) - renesanční stavba z 15. století
- Palazzo Riva (Via Pretorio) - barokní palác z let 1742–1752
- Radnice (Piazza della Riforma) - klasicistní stavba z let 1843–1844
- Villa Ciani v dnešním Parco Civico, z 19. stol., stojí na místě hradu vévodů milánských, nyní Museo civico di belle arte (Městské muzeum krásných umění)
- Villa Favorita

- Grotta Morchino, Pazzollo, dům na skále, ve kterém Hermann Hesse roku 1919 psal novelu o kráse, štěstí a dobrotě Klingsorovo poslední léto.

## Sport
- Sídlí zde švýcarský prvoligový hokejový klub HC Lugano, sedminásobný vítěz švýcarské hokejové ligy.
- AC Lugano je prvoligový fotbalový klub založený původně roku 1908.
- Každoročně v dubnu se zde hraje profesionální tenisový turnaj žen federace WTA Ladies Open Lugano, s dotací 250 000 dolarů, podle sponzora nazývaný také Samsung Open Cup.Hrob Rudolfa Caraccioly a jeho ženy Alice v Luganu-Castagnole

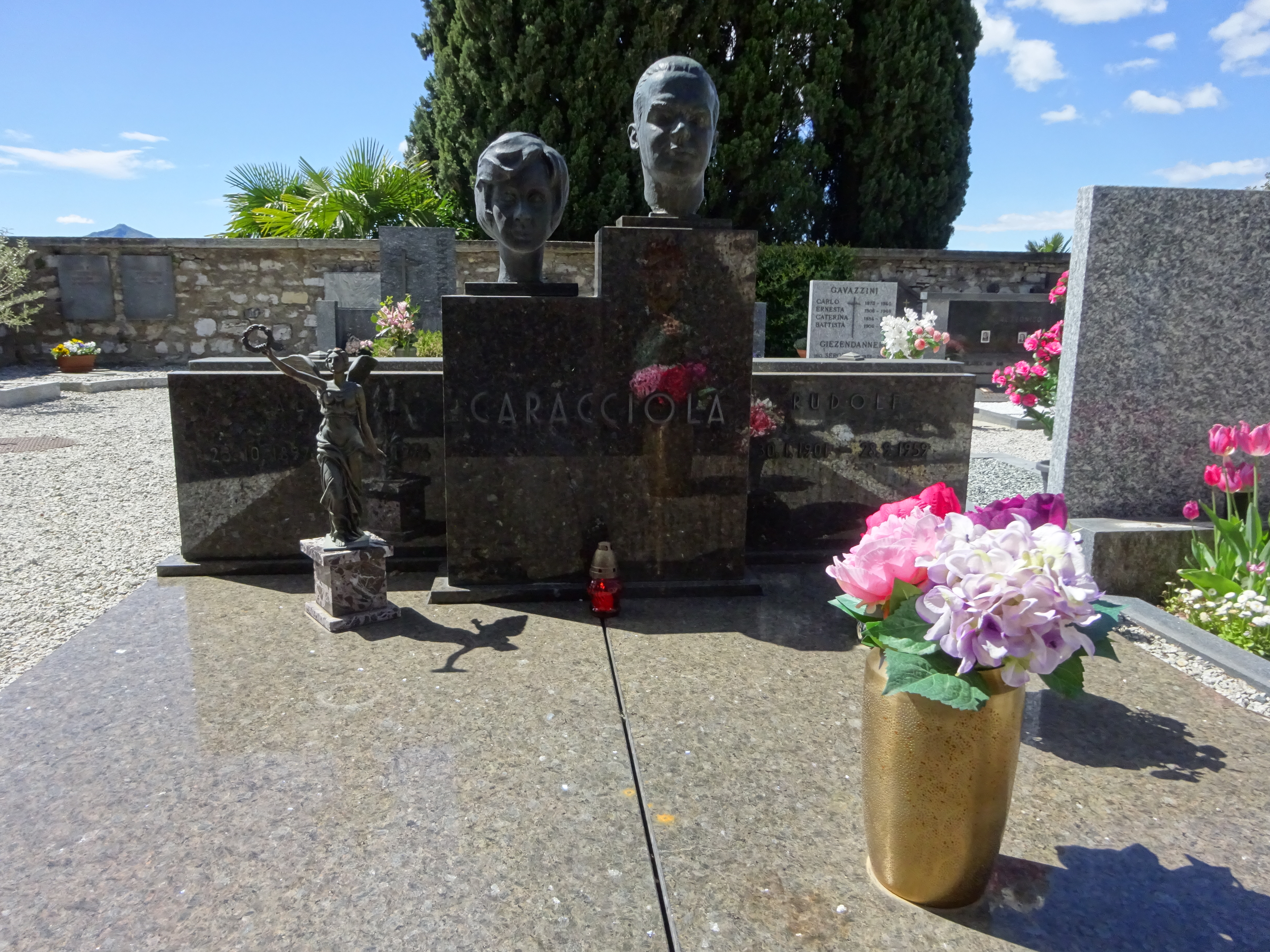
Hrob Rudolfa Caraccioly a jeho ženy Alice v Luganu-Castagnole

## Osobnosti
- Giovanni Battista Quadri, sochař na dvoře císaře Rudolfa II., pocházel z rozvětvené rodiny luganských umělců
- Jan Statia z Lugana (?–1595), kolem roku 1550 plzeňský radní a písař, architekt a stavitel plzeňské radnice na dnešním nám. Republiky
- Matthäus Merian starší (1593–1650), mědirytec, tvůrce map a atlasu evropských měst
- Giacomo Casanova (1725–1798), dobrodruh a spisovatel, roku 1767 zde začal psát své Paměti
- Alessandro Manzoni (1785–1873), básník a spisovatel
- Benedetto Croce (1866–1952), filozof, historik a politik
- Franz Kafka (1883–1924), český spisovatel, bydlel v hotelu Belvedere du Lac a podnikal řadu túr po okolí[14]
- Max Brod (1884–1968), spisovatel, novinář, Kafkův přítel a životopisec
- Hannes Meyer (1889–1954), švýcarský architekt
- Rudolf Caracciola (1901–1959), automobilový závodník, který od 30. let bydlel ve vile Casa Scania v místní části Castagnola, kde je i pohřben
- Lauro Amadò (1912–1971), švýcarský fotbalista
- Alexis Weissenberg (1929–2012), bulharsko-francouzský klavírista, žil a zemřel v Luganu
- Caterina Valente (1931–2024), francouzsko-italsko-německá zpěvačka, žila a zemřela v Luganu
- Alfons Václav Paar (1932–2016), šlechtic z rodu Paarů, žil a zemřel v Luganu
- Martha Argerich (* 1941), argentinsko-švýcarská pianistka
- Carla del Ponte (* 1947), švýcarská právnička a advokátka
- Ornella Muti (* 1955), italská herečka
- Ivo Pogorelich (* 1958), chorvatský pianista, žije v Luganu
- Marco Pedrini (1958–1986), švýcarský horolezec
- Luisa Castellani (* 1959), italská operní pěvkyně
- Michela Figini (* 1966), švýcarská sjezdová lyžařka
- Hana Kotková (* 1967), česká houslistka, dlouhodobě žije a pracuje v Luganu
- Mario Gavranović (* 1989), švýcarský fotbalista